# Osija
Osija (en serbe cyrillique : Осија) est un village de Bosnie-Herzégovine. Il est situé dans la municipalité de Kalinovik et dans la république serbe de Bosnie. Selon les premiers résultats du recensement bosnien de 2013, il ne compte plus aucun habitant.

## Démographie

### Évolution historique de la population dans la localité
| 1948 | 1953 | 1961 | 1971 | 1981 | 1991 | 2013 |
| ---- | ---- | ---- | ---- | ---- | ---- | ---- |
| -    | -    | 94   | 47   | 23   | 15,  | 0    |

|  |

### Répartition de la population par nationalités (1991)
En 1991, les 15 habitants du village étaient tous serbes.